# Una drag queen come mamma
Una drag queen come mamma (Holiday Heart) è un film televisivo del 2000 diretto da Robert Townsend e sceneggiato da Cheryl l. West. Il film è basato su un'opera teatrale dello stesso Cheryl L. West che coinvolge una drag queen omosessuale che fa amicizia con una madre single e sua figlia e cerca di proteggerli dall'ambiente criminale che li circonda.

## Trama
Holiday Heart è un omosessuale afroamericano che si esibisce come drag queen in un famoso night club della città. Sua madre si è sempre messa contro di lui per questo. Ha talento, tenacia, compassione ed è un cristiano devoto nonostante la sua sessualità. Dopo la morte del suo fidanzato fa amicizia con Wanda (single e drogata) e la sua giovane figlia Niki. Holiday offre loro una casa stabile e diventa una figura paterna per Niki.
Tuttavia, le cose vanno fuori strada quando la madre diventa nuovamente dipendente dalle droghe e dopo una serie di cattive relazioni ne inizia una con uno spacciatore di successo, Silas, che è omofobo tanto quanto sciovinista. Silas offre denaro a Holiday e insiste, con alcune minacce, a farlo rimanere fuori dalla loro vita.
Sia Silas che Wanda lasciano Niki da sola. Silas deve andare via per un viaggio "business" perché Wanda inizia a usare troppo del suo prodotto dopo essere diventata una prostituta per sfamare la sua tossicodipendenza. Holiday interviene per prendersi cura di Niki e la cresce come se fosse sua figlia. Sotto la guida di Holiday Niki viene battezzata nella Chiesa locale e si diploma alla scuola elementare con il massimo dei voti.
Poco dopo, un Silas più amichevole rientra nelle loro vite, ed è grato per ciò che Holiday ha fatto. Ha trovato una casa in Florida pronta per Wanda e Niki, ma si guadagna da vivere vendendo comunque droga. Holiday e Silas diventano una sorta di "strana coppia" mentre Niki inizia la scuola media, con Silas più incline a rispettare e tollerare Holiday.
Dopo che Silas aveva portato Niki in una vendita illecita lei scappa e incontra sua madre, che tenta di prostituirla per ottenere più droghe. Come risultato dell'incidente, Silas lascia Niki alle cure di Holiday. Come un'adolescente arrabbiata Niki inizia a ribellarsi, ma Holiday risolve la cosa con l'amore.
Poco prima di Natale, Wanda appare nella discoteca gay dove lavora Holiday per chiedere il suo aiuto per tornare pulita e sobria. I due camminano fino all'auto di Holiday, con una bici per Niki, solo per essere attaccati da alcuni ex compagni di droga di Wanda. Come ex pugile, Holiday riesce a picchiarli, ma non prima che uno di loro colpisca Wanda con la sua auto, uccidendola.
Il film passa poi a pochi mesi dopo, dove Niki è tornata da una vacanza primaverile visita la tomba di sua madre con Holiday. Silas è tornato e informa Niki e Holiday che quando tornano da un viaggio a Parigi, ha una sorpresa che li aspetta.

## Distribuzione
Dopo essere stato mandato in onda su Shotime il film è stato distribuito in DVD da Metro-Goldwyn-Mayer.

## Riconoscimenti
- Golden Globe 2001 per la miglior attrice (Alfre Woodard) in una mini-serie o film per la televisione - candidatura
- NAACP Image Award 2001 alla miglior attrice (Alfre Woodard) in un film per la televisione, miniserie o speciale drammatico - candidatura
- GLAAD Media Awards 2001 nella categoria miglior film per la televisione - candidatura